# 브라마굽타 정리
기하학에서 브라마굽타 정리(Brahmagupta定理, 영어: Brahmagupta's theorem)는 두 대각선이 직교하고 원에 내접하는 사각형의 두 대각선의 교점에서 한 변에 내린 수선은 대변을 이등분한다는 정리이다.:59, §3.2, Theorem 3.23 사실 임의의 내접 사각형의 각 변의 중점에서 대변에 내린 수선은 한 점에서 만난다. 이 점을 내접 사각형의 반중심이라고 한다. 이 경우 브라마굽타 정리는 직교대각선 내접 사각형의 반중심은 두 대각선의 교점이라는 내용이다.

## 정의
직교대각선 내접 사각형 {\displaystyle ABCD}의 두 대각선 {\displaystyle AC}, {\displaystyle BD}의 교점을 {\displaystyle P}라고 하고, {\displaystyle P}를 지나는 {\displaystyle BC}의 수선의 {\displaystyle BC}, {\displaystyle AD}와의 교점을 {\displaystyle E}, {\displaystyle F}라고 하자. 브라마굽타 정리에 따르면, 다음이 성립한다.
{\displaystyle AF=FD}
즉, 직교대각선 내접 사각형의 반중심은 두 대각선의 교점이다.

## 증명
외접원의 호 {\displaystyle AB}의 두 원주각 {\displaystyle \angle ACB}와 {\displaystyle \angle ADB}의 크기는 같다. 또한, {\displaystyle \angle BPC}와 {\displaystyle \angle PEC}는 모두 직각이므로, {\displaystyle \angle ACB}와 {\displaystyle \angle BPE}는 모두 {\displaystyle \angle PBC}의 여각이다. 또한, 맞꼭지각 {\displaystyle \angle BPE}와 {\displaystyle \angle DPF}의 크기는 같다. 즉,
{\displaystyle \angle ADB=\angle ACB=\angle BPE=\angle DPF}
이다. 따라서
{\displaystyle PF=FD}
이다. 마찬가지로
{\displaystyle PF=AF}
를 보일 수 있다.

## 일반화
내접 사각형 {\displaystyle ABCD}의 대각선 {\displaystyle AC}, {\displaystyle BD}의 중점을 {\displaystyle M}, {\displaystyle N}이라고 하고, 두 대각선의 교점을 {\displaystyle P}라고 하자. 그렇다면, 이 내접 사각형의 반중심은 삼각형 {\displaystyle PMN}의 수심이다.:39, §4.2 두 대각선이 직교할 경우 삼각형 {\displaystyle PMN}은 {\displaystyle P}에서 직각을 갖는 직각 삼각형이며, 이 삼각형의 수심은 두 대각선의 교점 {\displaystyle P}이다. 즉, 브라마굽타 정리는 이 명제의 특수한 경우이다.

## 역사
인도의 수학자 브라마굽타가 발견하였다.:59, §3.2

## 같이 보기
- 브라마굽타 공식